# Vonósötös
A vonósötös (vagy más néven vonóskvintett) egy kamarazenei együttes.
Felépítése:
- 2 hegedű
- 1 brácsa
- 1 cselló
- tehát egy vonósnégyes, amelyhez társul vagy egy brácsa, vagy egy cselló, vagy ritkán egy nagybőgő; esetleg az ötödik hangszer lehet nem vonós is: például klarinét, zongora, ilyenkor klarinétötösről vagy zongoraötösről beszélünk

## Főbb művek vonósötösökre
- Arnold Bax – G-dúr csellóötös, (1908). A második tétele később Lyrical Interlude néven brácsaötössé lett átalakítva (1923).
- Ludwig van Beethoven – Brácsaötös (A vihar), Op. 29., egy fúvósoktett átirat brácsaötösre, Op. 4, és egy zongoratrió átirat szintén brácsaoktettre, Op. 104
- Luigi Boccherini – 100 csellóötös, 12 brácsaötös, 12 brácsaötös-átirat (zongoraötös-átiratok), 3 nagybőgőötös.
- Alekszandr Porfirjevics Borogyin – Egy csellóötös
- Johannes Brahms – 2 brácsaötös, Op. 88 és Op. 111; ill. az Op. 115-ös klarinétkvintettjét is szokták brácsával előadni.
- Max Bruch – á-moll brácsaötös.
- Anton Bruckner – Brácsaötös (1879)
- Luigi Cherubini – Brácsaötös (1837)
- Felix Draeseke – Á-dúr vonósötös 2 hegedűre, brácsára, violottára és csellóra (A „Stelzner-Quintett”; 1897), egy F-dúr csellóötös
- Antonín Dvořák – 2 brácsaötös (op. 1 és op. 97, becenevén az Amerikai kvintett), és op. 77 nagybőgőötös.
- Alekszandr Konsztantyinovics Glazunov – Csellóötös, op. 39
- Goldmark Károly – Csellóötös, op. 9
- Bohuslav Martinu – Brácsaötös
- Felix Mendelssohn – 2 brácsaötös: No. 1 Á-dúrban, Op. 18 és No. 2 B-dúrban, Op. 87
- Darius Milhaud – egy nagybőgőkvintett (op. 316), egy brácsaötös (op. 325), egy csellóötös (op. 350)
- Wolfgang Amadeus Mozart – 6 brácsaötös (K174, K516b, K515, K516, K593, K614)
- Carl Nielsen – Egy brácsaötös
- Ottorino Respighi – Szintén egy brácsaötös
- Franz Schubert – egy csellóötös, Op. post. 163, D956, és egy „Kvintett-nyitány” brácsakvintettre, D8
- Ethel Smyth – Op. 1-es É-dúr csellókvintett
- Louis Spohr – 7 brácsaötös
- Ralph Vaughan Williams – egy brácsaötös (Phantasy Quintet; 1912)